# Santa Rita kommun, Santa Bárbara
Santa Rita är en kommun i Honduras.   Den ligger i departementet Departamento de Santa Bárbara, i den västra delen av landet, 140 km nordväst om huvudstaden Tegucigalpa. Antalet invånare är 2 567. Arean är 41 kvadratkilometer.
Terrängen i Santa Rita är kuperad åt nordost, men åt sydväst är den bergig.